# Marty Natalegawa
Mohammad Marty Muliana Natalegawa, plus communément appelé Marty Natalegawa, né le 22 mars 1966 à Bandung (Java occidental), est un homme politique et diplomate indonésien. Il est ambassadeur auprès du Royaume-Uni de 2005 à 2007 puis auprès de l'Organisation des Nations unies du 5 septembre 2007 jusqu'à son entrée au gouvernement. Il est ministre des Affaires étrangères du 22 octobre 2009 au 27 octobre 2014.